# DDR-Meisterschaften im Biathlon 1958
Die DDR-Meisterschaften im Biathlon wurden 1958 zum 1. Mal ausgetragen und fanden in Klingenthal statt. Es waren die ersten Biathlon-Meisterschaften auf deutschen Boden. Erster Meister wurde Cuno Werner vom ASK Vorwärts Oberhof.

## 20-km-Einzelrennen
| Platz | Sportler        | Mannschaft              | Schießfehler | Zeit    |
| ----- | --------------- | ----------------------- | ------------ | ------- |
| 1     | Cuno Werner     | ASK Vorwärts Oberhof    | 17           | 2:01:56 |
| 2     |                 |                         |              |         |
| 3     | Wolfgang Poller | ASK Vorwärts Brotterode | 13           |         |

## Mannschaftswertung (inoffiziell)
| Platz | Mannschaft           | Sportler                                              | Schießfehler | Zeit |
| ----- | -------------------- | ----------------------------------------------------- | ------------ | ---- |
| 1     | ASK Vorwärts Oberhof | Kurt Hinze/Rudolf Dannhauer/Werner Moring/Kuno Werner |              |      |
| 2     |                      |                                                       |              |      |
| 3     |                      |                                                       |              |      |